# Marsala
Marsala é uma comuna italiana da região da Sicília, província de Trapani, com cerca de 77.013 habitantes. Estende-se por uma área de 241 km², tendo uma densidade populacional de 320 hab/km². Faz fronteira com Mazara del Vallo, Petrosino, Salemi, Trapani.
Era conhecida como Lilibeu ou Lilibeia (em latim: Lilybaeum) durante o período romano.

## Demografia
| Variação demográfica do município entre 1861 e 2011                               |
|                                                                                   |
| Fonte: Istituto Nazionale di Statistica (ISTAT) - Elaboração gráfica da Wikipedia |

## Pontos de interesse
- Porta Garibaldi